# Miss México 2019
Miss México 2019 fue la 3.ª edición del certamen Miss México la cual se realizó en el Ex-Convento del Desierto de los Leones de la Ciudad de México el viernes 20 de septiembre de 2019. Treinta y dos candidatas de toda la República Mexicana compitieron por el título nacional, el cual fue ganado por Ashley Alvídrez de Chihuahua quien compitió en Miss Mundo 2019 en Reino Unido logrando colocarse dentro del Top 12. Alvídrez fue coronada por la Miss México saliente y actual Miss Mundo Vanessa Ponce de León, convirtiéndose en la segunda chihuahuense en ir a Miss Mundo.
Esta edición se dividió en 2 Fases: en la Fase 1 se coronó a las representantes mexicanas rumbo a Miss Grand Internacional y Miss Continentes Unidos y en la Fase 2 se coronó a la Miss México rumbo a Miss Mundo. Hubo un cambio significativo en la Fase 2, ya que se reclutaron candidatas sin importar que no fueran del estado de las ganadoras de la Fase 1 (Baja California y Estado de México) y algunas bajas posteriores (Tlaxcala y Veracruz) para completar a las 32 delegadas rumbo a la fase 2.
El día 13 de noviembre se dio a conocer la designación oficial de Laura Mojica de Oaxaca rumbo al Reinado Internacional del Café 2020 en Colombia logrando colocarse como Virreina. El día 18 de noviembre se hizo oficial la designación de Elizabeth de Alba de Aguascalientes rumbo a Top Model of the World 2019 en Egipto logrando colocarse dentro del Top 15. El día 13 de enero de 2020 se hizo oficial la designación de Mariela Sanders de Morelos rumbo a Miss Costa Maya International 2020 en Belice, sin embargo, debido a la pandemia COVID-19 el certamen no se realizó. El día 12 de julio de 2020 se llevó a cabo de manera virtual la elección de la representante mexicana en Miss Grand Internacional 2020, donde la ganadora fue Ángela Yuriar de Sinaloa quien compitió en Tailandia logrando colocarse dentro del Top 20.

## Fase 2: Miss México

### Resultados
| Posición         | Candidata |
| Miss México 2019 | - Chihuahua - Ashley Alvídrez |
| 1.ª Finalista    | - Veracruz - Marilú Acevedo |
| 2.ª Finalista    | - Chiapas - Wendy Sánchez § |
| Top 5            | - Colima - Vanessa Hernández - Hidalgo - Jessica Huerta |
| Top 10           | - Guerrero - Jennifer Vázquez Δ - Querétaro - Karen Gastélum - Quintana Roo - Isabel Santoscoy - San Luis Potosí - Jessica Mendieta - Sinaloa - Ángela Yuriar                |
| Top 16           | - Ciudad de México - Jeanette Karam - Guanajuato - Andrea Fuentes - Jalisco - Tania Morales - Morelos - Mariela Sanders - Puebla - Alexia Orozco - Sonora - Paulina Martínez |

- § Ganadora del Reto Multimedia, con pase directo al cuadro de 16 semifinalistas.
- Δ Ganadora del Reto Belleza con Propósito, con pase directo al cuadro de 16 semifinalistas.

## Áreas de competencia
Es la primera edición que sufre cambios drásticos en su formato, ya que por primera vez se toma el proceso de clasificación de Miss Mundo, el cual consiste en la división por regiones del país, las candidatas fueron divididas en 5 regiones geográficas: Región Noroeste, Región Centro, Región Occidente, Región Noreste y Región Sureste. Las ganadoras regionales conformaron el Top 5 de la gran final de Miss México 2019.
| Región Noroeste - BCN - María - BCS - Itzayana - CHH - Ashley - NAY - Arlett - SON - Paulina - SIN - Ángela | Región Occidente - AGS - Elizabeth - COL - Vanessa - GTO - Andrea - JAL - Tania - MIC - Elizabeth - QRO - Karen - ZAC - Damayanti | Región Centro - CDMX - Jeannete - MEX - Alejandra - GRO - Jennifer - HGO - Jessica - MOR - Mariela - PUE - Alexia - TLA - Angélica | Región Noreste - COA - Poleth - DGO - María Elena - NLE - Alejandra - SLP - Jessica - TAM - Thalía - VER - Marilú | Región Sureste - CAM - Paola - CHP - Wendy - OAX - Laura - ROO - Isabel - TAB - Andrea - YUC - Edsamar |

### Reinas Regionales
| Título                | Candidata                    |
| Miss México Noroeste  | - Sinaloa - Ángela Yuriar    |
| Miss México Occidente | - Colima - Vanessa Hernández |
| Miss México Centro    | - Hidalgo - Jessica Huerta   |
| Miss México Noreste   | - Veracruz - Marilú Acevedo  |
| Miss México Sureste   | - Chiapas - Wendy Sánchez    |

### Semifinal
La competencia semifinal en traje de baño se realizó dentro del programa Sale el Sol de Imagen Televisión el miércoles 18 de septiembre de 2019, dos días antes de la competencia final. Previo al final del evento, todas las candidatas compitieron en traje de baño como parte de la selección de las 14 candidatas quienes formarían parte del Top 16 final (2 de ellas serían las ganadoras de Belleza con Prepósito y Reto Multimedia). Esta presentación en traje de baño previa se realizó ya que durante la noche final, por primera vez en la historia del concurso, se eliminó la etapa de traje de baño para ir acorde con los estatutos de la organización internacional de Miss Mundo. La competencia semifinal en traje de gala se llevó a cabo el día 19 de septiembre de 2019 en el salón Durango 275 de la Ciudad de México. El nombre de las 16 concursantes fue revelado durante el inicio en vivo del evento final.

#### Jurado Preliminar
Estos son los miembros del jurado preliminar, que eligieron a las 14 semifinalistas, luego de ver a las candidatas en privado durante entrevistas y pasarela en traje de baño y gala:
- Jacqueline Aguilera - Miss Mundo 1995
- Mireia Lalaguna - Miss Mundo 2015
- Katherine González - Miss Teen International 1997
- Andrea Meza - Miss México 2017 y Miss World Americas 2017
- Anabel Solís - Nuestra Belleza Mundo México 2009
- Leticia Murray - Nuestra Belleza México 1999
- Alfonso Waithsman - Maquillista y asesor de imagen
- Cristina Cuellar - Directora de imagen de Miss México Organization
- Jouffroy Maldonado - Odontólogo oficial de Miss México
- Arturo Gallo - Asesor de comunicación y medios de Miss World Canada

### Final
La gala final fue transmitida en vivo a través del canal Imagen Televisión para todo México desde el Ex-Convento del Desierto de los Leones de la Ciudad de México el viernes 20 de septiembre de 2019.
El grupo de 16 semifinalistas se dio a conocer durante la competencia final, todas ellas seleccionadas por un jurado preliminar, quienes eligieron a las concursantes que más destacaron en las tres áreas de competencia durante la etapa preliminar por regiones.
- Las 16 semifinalistas desfilaron en una nueva ronda en vestido de noche, donde salieron de la competencia 6 de ellas.
- Las 10 semifinalistas (2 de cada región) tuvieron 30 segundos para exponer su proyecto social, posteriormente 5 de ellas fueron eliminadas.
- Las 5 finalistas fueron las reinas regionales, quienes se sometieron a una pregunta final y posterior dieron una última pasarela, donde el panel de jueces consideró la impresión general que dejó cada una de las finalistas para votar y definir posiciones finales.

#### Jurado Final
- Jacqueline Aguilera - Miss Mundo 1995
- Mireia Lalaguna - Miss Mundo 2015
- Katherine González - Miss Teen International 1997
- Felicia Mercado - Señorita México 1977
- Andrea Meza - Miss México 2017 y Miss World Americas 2017
- Anabel Solís - Nuestra Belleza Mundo México 2009
- Leticia Murray - Nuestra Belleza México 1999
- Alfonso Waithsman - Maquillista y asesor de imagen
- Cristina Cuellar - Directora de imagen de Miss México Organization
- Jouffroy Maldonado - Odontólogo oficial de Miss México
- Arturo Gallo - Asesor de comunicación y medios de Miss World Canada
- Juan Manuel Chaparro - Cirujano plástico
- Oscar Madrazo - Experto en moda y belleza
- José Escobedo - Representante de Fans Miss México Organization

### Premios Especiales
| Premio                       | Candidata                                           |
| Miss Fotogénica              | - Nayarit - Arlett Gutiérrez                        |
| Miss Simpatía                | - Nuevo León - Alejandra Bernal                     |
| Reto Belleza con Propósito   | - Guerrero - Jennifer Vázquez                       |
| Reto Top Model               | - Sinaloa - Ángela Yuriar                           |
| Reto Belleza de Playa        | - Sinaloa - Ángela Yuriar                           |
| Reto Talento                 | - Chiapas - Wendy Sánchez                           |
| Reto Deportivo               | - Guanajuato - Andrea Fuentes                       |
| Reto Cara a Cara             | - Chiapas - Wendy Sánchez - Sinaloa - Ángela Yuriar |
| Reto Multimedia              | - Chiapas - Wendy Sánchez                           |
| Reto Mobstar                 | - Tamaulipas - Thalía Vázquez                       |
| Reto Inglés                  | - Chihuahua - Ashley Alvídrez                       |
| Reto Cultura General         | - San Luis Potosí - Jessica Mendieta                |
| Reto Auto Maquillaje         | - Oaxaca - Laura Mojica                             |
| Mejor Labor Social           | - Morelos - Mariela Sanders                         |
| 5K - Corriendo por la Corona | - Guanajuato - Andrea Fuentes                       |
| 5K - Valle de Bravo          | - Guanajuato - Andrea Fuentes                       |

### Elección de Miss México Grand 2020
En el mes de mayo de 2020 se lanzó una convocatoria especial para la elección de Miss México Grand 2020 donde pudieron participar únicamente reinas estatales, reinas municipales y cualquier candidata que haya competido estatalmente sin lograr una corona nacional de las generaciones 2016, 2017 y 2018. Mediante votación del público se eligió a 6 de las 12 semifinalistas, ya que 6 serían electas por un panel de jurados. Posterior se eligió a un Top 6 y un Top 3, finalizando con los resultados siendo la ganadora Ángela Yuriar de Sinaloa quien representó al país en Miss Grand Internacional 2020 en Tailandia logrando colocarse dentro del Top 20. 
| Posición               | Candidata |
| Miss México Grand 2020 | - Sinaloa - Ángela Yuriar § |
| 1.ª Finalista          | - Morelos - Priscila Valverde |
| 2.ª Finalista          | - Aguascalientes - Elizabeth de Alba |
| Top 6                  | - Colima - Vanessa Hernández § - Hidalgo - Jessica Huerta § - Yucatán - Fabiola Peniche |
| Top 12                 | - Ciudad de México - Silvia Rods - Jalisco - Citlali Torres § - Nuevo León - Samantha Córdoba § - Puebla - Alexia Orozco - Tlaxcala - Ely Martin - Veracruz - Gabriela Molina §                                                                                         |
| Candidatas             | - Chihuahua - Cristina de la O - Chihuahua - Lizbeth Dueñas - Hidalgo - Mayra García - Michoacán - Alejandra Tinoco - Nuevo León - Loreida Ballesteros - Nuevo León - Norma García - Veracruz - Alejandra Guajardo - Veracruz - Didia Amor - Zacatecas - Jazmín Fuentes |

- § Ganadoras por votación del público con pase directo al Top 12.

## Fase 1: Miss México
La Fase 1 de Miss México 2019 se realizó en el Teatro Hermanos Domínguez de la ciudad de San Cristóbal de Las Casas, Chiapas el sábado 1 de junio de 2019 y fue transmitido en vivo a través del Canal 10 Chiapas, así también como en las páginas oficiales de Facebook de la organización nacional e internacional. Treinta y dos candidatas de toda la República Mexicana compitieron por representar a México en Miss Grand Internacional 2019 y en Miss Continentes Unidos 2019. 
El título de Miss México Grand 2019 fue ganado por María Malo del Estado de México quien compitió en Miss Grand Internacional 2019 en Venezuela logrando colocarse como 1.ª Finalista. Malo fue coronada por la Miss México Grand saliente Lezly Díaz, convirtiéndose en la primera mexiquense en ir a este certamen. El título de Miss México Continentes Unidos 2019 fue ganado por Kenia Ponce de Baja California quien compitió en Miss Continentes Unidos 2019 en Ecuador logrando colocarse como 2.ª Finalista. Ponce fue coronada por la Miss México Continentes Unidos saliente y reinante Miss Continentes Unidos Andrea Sáenz, convirtiéndose en la primera bajacaliforniana en ir a este certamen.
Las ganadoras de este evento no participaron en la Fase 2 de Miss México 2019. Sin embargo, se abrió la convocatoria nacional para suplir a los 2 estados que no tendrían representante para la Fase 2. Los conducción del evento estuvo a cargo de Yoana Gutiérrez y Alejandro García.

### Resultados
| Posición                            | Candidata                            |
| Miss México Grand 2019              | - Estado de México - María Malo      |
| Miss México Continentes Unidos 2019 | - Baja California - Kenia Ponce      |
| 1.ª Finalista                       | - Puebla - Alexia Orozco             |
| 2.ª Finalista                       | - Oaxaca - Laura Mojica              |
| 3.ª Finalista                       | - Aguascalientes - Elizabeth de Alba |
| 4.ª Finalista                       | - Tabasco - Andrea Aysa §            |

María Malo
Miss Estado de México 2018 y Miss México Grand 2019.

- § Votada por el público vía internet para completar el cuadro de 6 finalistas.

#### Jurado
- Dr. Juan Manuel Chaparro - Cirujano plástico
- Ericka Cruz - Nuestra Belleza México 2001
- Dr. Nabani Matus - Cirujano estético
- Gerardo Murray - Vicepresidente de estrategia comercial para América Latina de IHG - Intercontinental Hotels Group
- Dr. Nestor Morales - Odontólogo y diseñador de sonrisa
- Rebeca Segura - Escritora y pintora veracruzana y dama de la sociedad chiapaneca
- Clara Sosa - Miss Grand Internacional 2018

### Premios Especiales
| Premio             | Candidata>                      |
| Reto Multimedia    | - Tabasco - Andrea Aysa         |
| Mejor Traje Típico | - Estado de México - María Malo |

## Candidatas
| Estado              | Candidata                                     | Edad | Estatura | Residencia           |
| Aguascalientes      | Elizabeth de Alba Ruvalcaba                   | 22   | 1.73     | Aguascalientes       |
| Baja California     | Kenia Melissa Ponce Beltrán                   | 25   | 1.71     | Mexicali             |
| Baja California     | María Souza Δ                                 | 20   | 1.70     | Mexicali             |
| Baja California Sur | Itzayana Guadalupe Meza Arce                  | 21   | 1.78     | Guerrero Negro       |
| Campeche            | Paloma Yazmin Sandoval Mendoza                | 22   | 1.70     | Escárcega            |
| Chiapas             | Wendy Mariela Sánchez Aguilar                 | 25   | 1.73     | Tuxtla Gutiérrez     |
| Chihuahua           | Ashley Alvídrez Estrada                       | 20   | 1.76     | Ciudad Juárez        |
| Ciudad de México    | Jeanette Nahil Karam Tovar                    | 24   | 1.76     | Ciudad de México     |
| Coahuila            | Poleth Urbina Alvarado                        | 23   | 1.83     | Matamoros            |
| Colima              | Vanesa Hernández Pérez                        | 26   | 1.81     | Coquimatlan          |
| Durango             | María Elena Matuk Plantillas                  | 22   | 1.67     | Durango              |
| Estado de México    | María Malo Juvera Raimond Kedilhac            | 22   | 1.82     | Huixquilucan         |
| Estado de México    | Alejandra González Chong Δ                    | 24   | 1.75     | Aguascalientes       |
| Guanajuato          | Nuria Andrea Fuentes Salazar                  | 23   | 1.78     | León                 |
| Guerrero            | Jennifer Vázquez Galeana                      | 23   | 1.68     | San Marcos           |
| Hidalgo             | Jessica Huerta Ramírez                        | 20   | 1.72     | Tizayuca             |
| Jalisco             | Tania Aleciram Morales Becerra                | 20   | 1.77     | Ixtlahuacán          |
| Michoacán           | Elizabeth García Álvarez                      | 19   | 1.72     | Tangancícuaro        |
| Morelos             | Claudia Mariela Sanders Ibarrola              | 25   | 1.69     | Cuernavaca           |
| Nayarit             | Arlett Gutiérrez Corona                       | 20   | 1.72     | Ixtlán del Río       |
| Nuevo León          | Alejandra Estefanía Bernal Martínez           | 20   | 1.80     | Ciudad Benito Juárez |
| Oaxaca              | Laura Mojica Romero                           | 23   | 1.72     | Tuxtepec             |
| Puebla              | Alexia Astrid Orozco Pérez                    | 22   | 1.71     | Puebla               |
| Querétaro           | Karen Gastélum Espinoza                       | 25   | 1.74     | Ciudad de México     |
| Quintana Roo        | Fernanda Isabel Santoscoy Jiménez             | 24   | 1.78     | Playa del Carmen     |
| San Luis Potosí     | Jessica Yatzumi Mendieta Méndez               | 24   | 1.73     | Rioverde             |
| Sinaloa             | Angela Michelle León Yuriar                   | 18   | 1.78     | Culiacán             |
| Sonora              | Paulina Martínez Rivera                       | 25   | 1.81     | Navojoa              |
| Tabasco             | Andrea Aysa Valenzuela                        | 25   | 1.76     | Emiliano Zapata      |
| Tamaulipas          | Thalía Vázquez Román                          | 21   | 1.70     | Reynosa              |
| Tlaxcala            | Daniela Fernanda Hernández Diaz               | 20   | 1.65     | Chiautempan          |
| Tlaxcala            | Angélica Rodríguez de Gyves Δ                 | 19   | 1.73     | Apizaco              |
| Veracruz            | Mónica Riaño Altrogge                         | 22   | 1.78     | Gutiérrez Zamora     |
| Veracruz            | María de Lourdes "Marilú" Acevedo Domínguez Δ | 25   | 1.70     | Córdoba              |
| Yucatán             | Edsamar Suey Hernández Rodríguez              | 24   | 1.77     | Mérida               |
| Zacatecas           | Perla Damayanti Santana Esparza               | 20   | 1.68     | Villanueva           |

- Δ Reemplazaron a las candidatas originales en la Fase 2 de la competencia.

## Sobre los Estados en Miss México 2019

### Reemplazos
- Baja California - Kenia Ponce al ganar la corona de Miss México Continentes Unidos en la Fase 1, fue reemplazada para la Fase 2 por María Souza.
- Colima - Kenia Pineda fue destituida del título estatal por incumplimiento de contrato, sin embargo Kenia denunció abuso físico y psicológico de parte del coordinador estatal de Colima, Mike Vargas.[33] Fue reemplazada por Vanessa Hernández.
- Estado de México - María Malo al ganar la corona de Miss México Grand en la Fase 1, fue reemplazada para la Fase 2 por Alejandra Chong.
- Oaxaca - Naomi Rueda renunció a su título estatal y participación en la competencia nacional por motivos personales. Fue reemplazada por Laura Mojica.
- Tlaxcala - Fernanda Hernández renunció a su título estatal y participación en la Fase 2 por razones personales. Fue reemplazada por Angéliza de Gyves.
- Veracruz - Mónica Riaño renunció a su título estatal y participación en la Fase 2 por razones personales. Fue reemplazada por Marilú Acevedo.

## Crossovers
| Miss Mundo - 2019: Chihuahua - Ashley Alvídrez (Top 12) Miss Grand International - 2020: Sinaloa - Ángela Yuriar (Top 20) - 2019: Estado de México - María Malo (1.ª Finalista) Miss Continentes Unidos - 2019: Baja California - Kenia Ponce (2.ª Finalista) Top Model of the World - 2019: Aguascalientes - Elizabeth de Alba (Top 15) Global Charity Queen - 2018: Colima - Vanesa Hernández (Top 15) Miss Heritage Global - 2015: Oaxaca - Laura Mojica (No Compitió) World Miss University - 2016: Jalisco - Tania Morales (No Compitió) Reinado Internacional del Café - 2020: Oaxaca - Laura Mojica (Virreina) - 2017: Veracruz - Marilú Acevedo (Ganadora) Miss Costa Maya International - 2020: Morelos - Mariela Sandres (No Compitió) Miss Mesoamérica Internacional - 2024: Baja California Sur - Itzayana Meza Reina Internacional del Pacífico - 2024: Baja California Sur - Itzayana Meza (Ganadora) Miss México - 2025: Sinaloa - Ángela Yuriar (Por Competir) - 2019: Estado de México - María Malo (Miss México Grand) - 2016: Veracruz - Marilú Acevedo (Top 5) Miss Universe Mexico - 2024: Estado de México - María Malo (Top 10) - Representando a Ciudad de México Mexicana Universal - 2025: Aguascalientes - Elizabeth de Alba (No Compitió) Nuestra Belleza México - 2017: Baja California - Kenia Ponce - 2014: Morelos - Mariela Sandres (Top 15) Miss Earth México - 2024: Sinaloa - Ángela Yuriar (No Compitió) - 2016: San Luis Potosí - Jessica Mendieta - 2015: Campeche - Paloma Sandoval - 2015: Oaxaca - Laura Mojica (Miss Earth México-Air) Embajadora México - 2021: Tamaulipas - Thalía Vázquez (1.ª Finalista) - Representando a Querétaro Miss Mesoamérica México - 2024: Baja California Sur - Itzayana Meza (Ganadora) Miss Mundo Universidad México - 2016: Jalisco - Tania Morales (Designada) Reina Turismo México - 2016: Campeche - Paloma Sandoval (Duquesa) Miss Líbano México - 2016: Ciudad de México - Jeanette Karam (2.ª Finalista) Teen Universe México - 2014: San Luis Potosí - Jessica Mendieta Miss Ciudad de México - 2018: Querétaro - Karen Gastélum Miss Coahuila - 2017: Coahuila - Poleth Urbina Miss Estado de México - 2017: Estado de México - María Malo (Ganadora) Miss Sinaloa - 2025: Sinaloa - Ángela Yuriar (Designada) Miss Universe Ciudad de México - 2024: Estado de México - María Malo (Designada) Mexicana Universal Aguascalientes - 2023: Aguascalientes - Elizabeth de Alba (Ganadora) Mexicana Universal Colima - 2017: Colima - Vanesa Hernández (1.ª Finalista) Nuestra Belleza Aguascalientes - 2016: Estado de México - Alejandra Chong | Nuestra Belleza Baja California - 2016: Baja California - Kenia Ponce (1.ª Finalista) - 2015: Baja California - Kenia Ponce (1.ª Finalista) Nuestra Belleza Jalisco - 2016: Jalisco - Tania Morales (Top 5) Nuestra Belleza Morelos - 2014: Morelos - Mariela Sanders (Ganadora) - 2013: Morelos - Mariela Sanders Nuestra Belleza Puebla - 2016: Puebla - Alexia Orozco (2.ª Finalista) Nuestra Belleza San Luis Potosí - 2015: San Luis Potosí - Jessica Mendieta Nuestra Belleza Sonora - 2012: Sonora - Paulina Martínez (2.ª Finalista) Nuestra Belleza Veracruz - 2012: Veracruz - Marilú Acevedo (1.ª Finalista) Miss Earth Campeche - 2015: Campeche - Paloma Sandoval (Ganadora) Miss Earth Oaxaca - 2015: Oaxaca - Laura Mojica (Designada) Miss Earth San Luis Potosí - 2016: San Luis Potosí - Jessica Mendieta (Ganadora) - 2014: San Luis Potosí - Jessica Mendieta (Miss Earth San Luis Potosí-Air) Miss Earth Sinaloa - 2024: Sinaloa - Ángela Yuriar (Designada) Embajadora Querétaro - 2021: Tamaulipas - Thalía Vázquez (Designada) Miss Mesoamérica Baja California Sur - 2023: Baja California Sur - Itzayana Meza (Designada) Reina Turismo Campeche - 2016: Campeche - Paloma Sandoval (Ganadora) Teen Universe San Luis Potosí - 2014: San Luis Potosí - Jessica Mendieta (Ganadora) Miss El Paso Texas USA - 2017: Chihuahua - Ashley Alvídrez Miss El Paso Texas Teen USA - 2016: Chihuahua - Ashley Alvídrez Flor Tabasco - 2017: Tabasco - Andrea Aysa (1.ª Finalista) Linda Campechana - 2014: Campeche - Paloma Sandoval (Ganadora) Miss UVM - 2018: Durango - María Elena Matuk (Ganadora) Reina de Carnaval Chiautempan - 2016: Tlaxcala - Fernanda Hernández (1.ª Princesa) Reina de la Feria Chiautempan - 2014: Tlaxcala - Fernanda Hernández (Ganadora) Reina de la Feria de San Marcos - 2016: Estado de México - Alejandra Chong - 2013: Querétaro - Karen Gastélum (2.ª Princesa) Reina de la Feria Tlaxcala - 2015: Tlaxcala - Fernanda Hernández (1.ª Finalista) Reina de la Feria de Villanueva - 2018: Zacatecas - Damayanti Santana (Princesa) Reina de las Fiestas Patrias - 2017: Tlaxcala - Fernanda Hernández (Ganadora) Reina de las Fiestas de Coquimatlán - 2012: Colima - Vanesa Hernández (Ganadora) Reina FERERIO - 2016: San Luis Potosí - Jessica Mendieta (Ganadora) Reina FENAPO - 2017: San Luis Potosí - Jessica Mendieta (Ganadora) Sanmarqueña Bonita - 2017: Guerrero - Jennifer Vázquez (Ganadora) Señorita Canaco Servytur - 2016: Tlaxcala - Fernanda Hernández (Ganadora) Señorita Fiestas del Sol - 2011: Baja California - Kenia Ponce (Ganadora) Señorita UANL - 2014: Nuevo León - Alejandra Bernal |